# 相越久枝
相越 久枝（あいごし ひさえ、1964年12月21日 - ）は、日本のDJ、ラジオパーソナリティ、ラジオディレクター。熊本県熊本市出身。 血液型はB型。

## 来歴
熊本音楽短期大学卒業。YAMAHAのデジタルインストラクターを経て、1990年にFM長崎へ入社。1994年に同社を退職しフリーのディレクター、DJに。以後、福岡・東北・南九州・東京と、テレビ、ラジオ等の番組でDJ、ディレクターとして活動中。

## エピソード
- 入院したとき以外、5日続けて同じ場所で寝た事がない程の移動癖がある。
- 番組スタッフにはなぜか「ひなちゃん」と呼ばせる
- 城フェチ。戦国武将好き。一番のお気に入りは加藤清正。
- Wiiを入手後、日頃の運動不足をWii Sportsで解消。ゴルフとテニスのランクはプロ。
- THE YELLOW MONKEYとはデビュー当時からの付き合い。 彼らのライブでは、開演前後のカゲアナとして登場することも多かった。東京ドームでの解散イベントMCとしても出演。 最近では吉井和哉のソロコンサートでも彼女の声が聞かれた。
- 甲本ヒロト、真島昌利（共に現ザ・クロマニヨンズ)とライブ打ち上げで食事をした際、彼女が尋常ではない量の餃子を食べたことから、彼らから「ギョウザ！」「餃タン」と呼ばれることになる。
- 台湾のグループF4のコンサートを香港に見に行ったところ、ライブでエキサイトしている姿がヤフーニュースに掲載される。 掲載された画像を見たスタッフの中には、その姿のあまりの変貌ぶりに言葉を詰まらせるものいた。
- 近年（2015年ごろ〜）、デビュー前から親交のある及川光博が「ゴシゴシ姉さん」（または「ゴシゴシ」）と呼ぶのを真似て、リスナーも「ゴシゴシ姉さん」と呼ぶことが多い。

## 現在の担当番組

### ラジオ番組
- RADIO◎CONNECTOR（金曜日23:00～24:00　cross fm)　2013年10月4日～
- Brandnew! Saturday（土曜日7:00～11:00　cross fm)　2019年4月6日～

## 過去の出演番組

### ラジオ番組
※ 主な出演番組
- Evening GatewaY（月～木曜16:45～19:55　FM熊本）※月・火曜日担当
- Afternoon CHAT-CHAT（月、火曜14:00～16:00　FM熊本）
- STEREO VIBRATOR（金曜20:00～21:00  FM熊本）
- FMK MAGICAL FRIDAY　(金曜8:20～10:35　FM熊本)　2007年4月～
- FM RYDERS（土曜24:00～25:00　FM長崎）
- MARVEL MARKER（金曜17:00～19:00  FM長崎)
- LIVES CHART SCAN（火曜25:00～26:00　Date FM／火曜26:00～27:00　FM青森・FM岩手・FM秋田・FM山形・ふくしまFM　～2001年3月）
- 夕方ラジオ チェケラッチョFRIDAY　(金曜17:00～19:00 FM佐賀　2008年4月～2009年3月)
- MEGARO-MANIA （土曜20:00～20:55　FM岩手・FM青森・FM秋田・FM山形・ふくしまFM　2001年10月～2002年6月）
- MOSH　(日曜20:00～20:55 JFN系列  レギュラーライブレポーター　2008年4月～2008年9月）
- イチコロ （日曜24:00～24:30　東北放送）
- CANDY CAFE BOARD（月〜木曜10:00-13:00  CROSS FM）※月・火曜日担当
- CHELSEA-CHAIN (金曜10:00～13:00  CROSS FM)
- HAKATA PARADISE（月〜木曜13:00〜17:00  CROSS FM）
- NAXL-BOMBER（金曜21:00～24:00  CROSS FM）
- SATURDAY AIR DRIVE（土曜、CROSS FM）
- CROSS DAYTIME MIX（月〜木曜13:00〜17:00  CROSS FM）
- R2（CROSS FM）
- somewhere something（月～木曜日13:00～17:00　CROSS FM)　※月・火曜日担当
- SUNDAY NIGHT FEVER　(日曜20:00～21:55 JFN系列) レギュラーライブレポーター
- LADY STUDY GO☆（土曜日18:00～22:00　cross fm)
- 相越久枝のCoke SoundShuffle

　（水曜15:00～15:55　FM熊本 / 金曜日12:00～12:55  FM宮崎 / 月曜日15:00～15:55  FM大分）
- Presen Marche（日曜日12:00～16:00　cross fm)　2011年4月3日～2017年3月26日

※　主な制作(構成含む)番組
- 「THE YELLOW MONKEY SPECIAL PROGRAM ～ SO YOUNG」（JFN各局）
- 「↑THE HIGH-LOWS↓  SPECIAL PROGRAM ～ FLASH ↑THE HIGH-LOWS↓」（JFN各局）
- 「松たか子 SPECIAL PROGRAM ～ 僕らがいた」（JFN各局）
- MUSIC VOICE/椎名林檎、川本真琴、横山達郎(RAZZ MA TAZZ、現razz.) 他（CROSS FM）
- 愛のヘビ苺（土曜23:55～24:00　K-MIX）
- RADIO KICKS! (日曜23:00～24:00 cross fm) ディレクター
- combo master（月～木曜日14:00～17:00　cross fm)

### テレビ番組
- LIVES TV （2000年8月　東日本放送・青森朝日放送・テレビ岩手・秋田朝日放送・山形テレビ・福島放送）

　　　※ GLAY特集の際にインタビュアーとして出演。
- サタブラPlus (土曜10:00～10:55　熊本朝日放送)
- 格闘的音楽番組・MUSIC-VALE-TUDE (月曜24:50～25:20  東北放送)
- SOPHIAの見えるモハッ！ (テレビ西日本)

## イベント出演、MC
- 「唐沢寿明 トークディナーショー」
- 「YAMAHAティーンズ・ミュージック・フェスティバル」
- 「椎名林檎 リンリン生唾フェスタ2001」
- 「GLAY EXPO 2001 GLOBAL COMMUNICATION」
※北九州マリナクロス場内　GLAY放送局　DJ／インタビュアー

## 連載など
- 「エッセー回覧板」 熊本日日新聞
- 「達人に聞く」熊本県庁HP内コラム